# Ratiaria

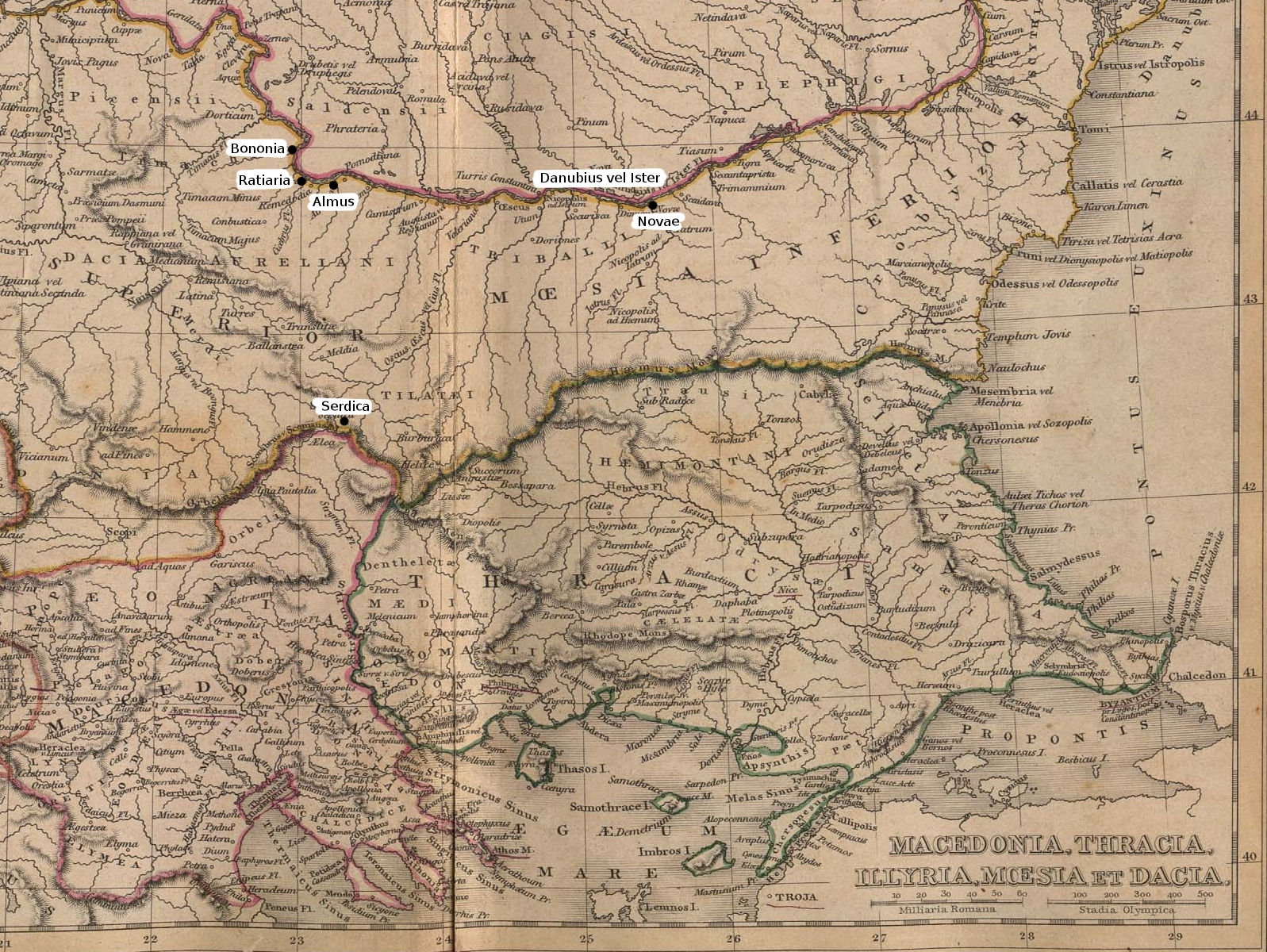
Ratiaria – Karte des Balkans von 1849

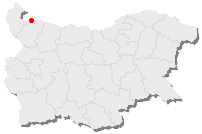
Ratiaria – Lage im heutigen Bulgarien

Ratiaria (auch: Raetiaria, Retiaria, Reciaria, Razaria, Ratiaris; bulgarisch Рациария – Raziaria; altgriechisch Ραζαρία μητρόπολις; später auch Colonia Ulpia Traiana Ratiaria) war der Name für eine römische Stadt und ein römisches Kastell in der Provinz Moesia. Das Kastell war Bestandteil der Festungskette des Donaulimes. Die Ruinen der antiken Fundstätte liegen heute zwei Kilometer westlich des Dorfes Artschar (с. Арчар) – in der Gegend Kaleto („калето“; ohne den bestimmten Artikel heißt es: Kale) – im Verwaltungsbezirk (Oblast) Widin in Nordwest-Bulgarien.

## Lage

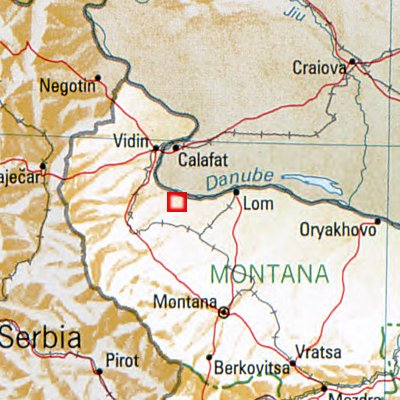
Ratiaria (rotes Viereck) – Lage im heutigen Bulgarien – Nachbarorte: Lom, Widin, Calafat, Negotin, Craiova, Montana, Berkowiza, Wraza, Pirot

Die Fundstelle liegt einige Kilometer vom rechten, südlichen Ufer des Danuvius (Donau) entfernt auf einem Plateau von 1500 × 400 Metern, das von Süd nach Ost vom Fluss Artschariza (bulgarisch р. Арчарица) begrenzt war und im Norden von der Donau. Nach dem Fluss ist auch das heutige Dorf Artschar (с. Арчар – englisch Arčar, Arcar, Archar, Artschav oder Artscher; französisch Arzer) benannt.
In der Antike lag Ratiaria zwischen den Donaustädten Bononia (Widin) und Almus (Lom) – 27 Kilometer südöstlich von Widin (das zur Römerzeit nur eine kleine Militäreinheit beherbergte) und 28 Kilometer westlich von Lom. Es befand sich an einem Übergang über die Donau, wo sich zwei bedeutende Wege kreuzten, zum einen eine Römerstraße entlang der Donau und zum anderen die Straße von Lezha (Albanien) an der Adria über Ulpiana (Kosovo) und Niš (Serbien) kommend. Der Donauweg, in Adriatica beginnend, führte über Naissos und Alesio (heute Lezha in Albanien) an die untere Donau und Dakien und weiter nach Byzantion (später Konstantinopel). Der Weg nach Serdica (Sofia) führte über Almus (Lom). Die Gegend war für die Anlage einer Stadt gut geeignet, da sie gute Bedingungen für die Landwirtschaft bot und einen bequemen Hafen hatte.

## Geschichte

### Vorgeschichte und Anfänge als Militärlager
In Ratiaria gab es bereits zur Thrakerzeit eine Goldmine. Der Ort wurde bereits Ziel eines Angriffs von Burebista um 60 v. Chr., sodass man davon ausgehen muss, das dort bereits eine thrakische Siedlung bestand, die sicher mit der Goldmine zusammen hängt und vermutlich bereits seit dem Odrysenreich bestand.
Die eigentliche Stadt Ratiaria ging aus einer römischen Garnison hervor, die dort wohl in den 30er Jahren n. Chr. angelegt worden war. Unklar ist allerdings, ob dieses Lager der permanente Stammsitz einer Truppeneinheit war oder ob lediglich Sonderkommandos (Vexillationen) für einen bestimmten Zeitraum dort stationiert waren. Archäologische Funde und andere Indizien deuten darauf hin, dass die Legio VII Claudia vor Ort vertreten war, vielleicht auch die Legio IIII Flavia Felix oder die Legio IIII Scythica. Dass eine dieser drei Legionen in Ratiaria ihren Stammsitz hatte, lässt sich aber bisher nicht nachweisen.
Neben dem Militärlager des 1. Jahrhunderts n. Chr. scheint es auch früh eine Zivilbesiedlung (vicus beziehungsweise canabae) gegeben zu haben, in der Einheimische, aber auch Zuwanderer aus Italien gelebt haben könnten. Auf die Existenz dieser Siedlung deuten verschiedene archäologische Fundstücke hin, darunter einige offensichtlich über größere Entfernung importierte Objekte, die eine beginnende Romanisierung anzeigen.
Den Namen erhielt der Ort wahrscheinlich zur Zeit Kaiser Vespasians (69–79 n. Chr.), der großen Wert auf die Befestigung des Limes an der unteren Donau (in der Antike als Ister bezeichnet) und auf die Organisierung der Donauflotte legte. Ratiaria war für diese Flotte einer der wichtigsten Stützpunkte. Ratiaria war die Bezeichnung für einen Schiffstyp, der von den Römern auf dem Ister und dem Rhein verwendet wurde.

### Entwicklung der Zivilstadt in der Kaiserzeit

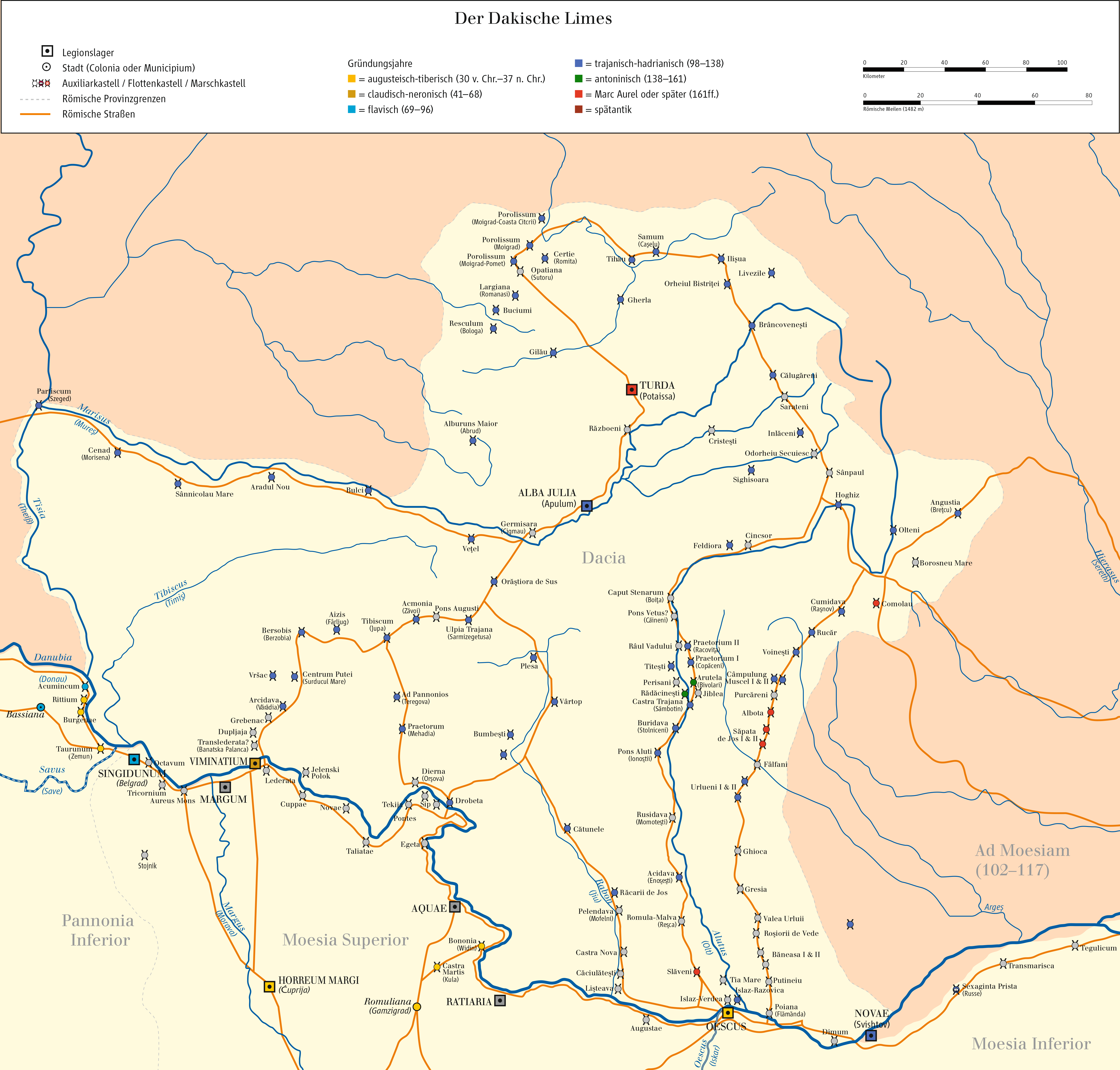
Karte des römischen Dakien, am unteren Rand sichtbar Ratiarias Lage in größerer Entfernung von der Reichsgrenze

Mit Teilung der Provinz Moesia im Jahr 86 n. Chr. wurde Ratiaria Moesia superior (Obermösien) zugeschlagen. In der folgenden Zeit war der Ort Ausgangspunkt der römischen Feldzüge gegen die Daker unter Kaiser Trajan (regierte 98–117). Mit der Eroberung Dakiens und dessen Umwandlung in eine römische Provinz 106 verlor Ratiaria seine Lage an der Reichsgrenze. In diesem Zusammenhang erhielt es den Rang einer Colonia, das höchste römische Stadtrecht, und damit verbunden den Namen Colonia Ulpia Traiana Ratiaria. Der Beiname Ulpia ist von Trajans Gentilnamen Ulpius abgeleitet. In diese Zeit fällt auch der Baubeginn einer bis zum Schwarzen Meer reichenden Donaustraße.
Mit der Umwandlung in eine Colonia erhielt die Romanisierung Ratiarias weiteren Aufschwung und der Ort entwickelte sich zu einer großen Stadt mit einer ausdifferenzierten Gesellschaft und einem hohen Lebensstandard. Eine größere Zahl von Inschriften erlaubt einen gewissen Einblick in die Bevölkerungsentwicklung und zeigt Personen italischen Ursprungs, aber auch solche aus der Region und solche mit Herkunft aus dem östlichen Mittelmeerraum. An politischen Ämtern sind unter anderem einige Stadtratsmitglieder (Decuriones) und Priester des Kaiserkultes (Augustales).
Die Umgebung von Ratiaria erlebte in der Kaiserzeit ebenfalls eine deutliche Blüte; die Landwirtschaft war ein bedeutender Wirtschaftszweig für die Stadt und ihr Territorium.

### Ratiaria als spätantike Provinzhauptstadt
Als sich das Römische Reich in den Jahren um 270 aus der nördlich der Donau gelegenen Provinz Dakien zurückzog, wurde die Donau im Bereich von Ratiaria wieder zur Reichsgrenze und Ratiaria selbst zur Grenzstadt. Zudem wurde, gewissermaßen als Ersatz für das aufgegebene Dakien, eine neue Provinz gleichen Namens südlich der Donau gegründet. Diese Provinz wurde spätestens wenige Jahrzehnte danach geteilt in Dacia ripensis (an der Donau, Hauptstadt: Ratiaria) und Dacia mediterranea (weiter südlich, Hauptstadt: Serdica [Sofia]). Damit war Ulpia Ratiaria das bedeutendste ökonomische, administrative und strategische Zentrum der Römer im heutigen Nordwestbulgarien. Als Provinzhauptstadt war es der Sitz des Militärgouverneurs (Dux). Hier war zudem eine der spätantiken staatlichen Waffenfabriken. Die Stadt war zu ihrer Zeit eine der größten Waffenproduzenten für das Römische Reich.
Ratiaria war nun auch wieder Garnisonsstadt – vom späten 3. Jahrhundert bis in die Zeit um 600 hatte die Legio XIII Gemina, die vorher nördlich der Donau in Apulum (Alba Iulia) stationiert gewesen war, dort ihren Hauptsitz. Gemeinsam mit der Legio V Macedonica, die in Oescus etwa 100 Kilometer weiter östlich (flussabwärts) stationiert war, kontrollierten die Soldaten die wichtigsten Zugangswege vom Norden in die Balkanprovinzen des Reiches und unterhielten auch weiterhin einige Vorposten nördlich der Donau.
In der Spätantike setzte sich die Blüte und das Wachstum von Ratiaria weitgehend fort. Wie für Provinzhauptstädte üblich, wurde es mit der Christianisierung des Römischen Reiches auch Bischofssitz. Drei Bischöfe von Ratiaria sind namentlich bekannt: Paulinos ist für das Jahr 340 als Bischof bezeugt, Sylvester war als Bischof von Ratiaria im Jahr 343 Teilnehmer des Konzils von Serdica und Palladius, der dem Arianismus anhing, hatte das Amt von 346 bis 381 inne.

### Zerstörung, Wiederaufbau und erneute Zerstörung
In der Mitte des 5. Jahrhunderts wurde Ratiaria von den Hunnen unter Attila eingenommen und zerstört. Die Hunnen zerstörten in zwei Wellen (441 und 447) den Donauwall bis nach Ratiaria und weiter bis zum Schwarzen Meer. Die Zerstörung Ratiarias wird in drei Fragmenten des verlorenen Geschichtswerkes von Priskos erwähnt, von denen zwei als Teil der Konstantinischen Exzerpte überliefert ist, das dritte in der Weltchronik des Theophanes. Es ist nicht ganz eindeutig, welche Informationen in den Priskos-Fragmenten sich auf welchen hunnischen Angriff beziehen; die Zerstörung Ratiarias dürfte aber in das Jahr 447 gehören.
Eine wichtige Rolle beim Wiederaufbau des Donaulimes und wohl auch der Stadt Ratiaria spielten die öströmischen Kaiser Anastasios I. (Regierungszeit 491–518) und Justinian I. (Regierungszeit 527–565). Ein Steinblock, der ursprünglich wohl in einem Stadttor verbaut war, trägt die Inschrift „Anastasiana Ratiaria semper floreat“ („Anastasiana Ratiaria möge stets blühen“). Der Beiname „Anastasiana“, den die Stadt demnach bei Entstehung der Inschrift trug, wurde unterschiedlich interpretiert. Einer Annahme zufolge nahm Ratiaria den Namen an, nachdem Kaiser Anastasios ihren Wiederaufbau veranlasst oder ermöglicht hatte – die Inschrift vom Stadttor könnte dann in eben dieses Bauprogramm der Jahre um 500 gehören. Demgegenüber wurde aber auch vorgeschlagen, dass der Beiname sich statt auf den Kaiser auf das griechische Wort ἀνάστασις (Anastasis, „Auferstehung, Aufstehen, Aufstellen“) bezieht und die nach den Zerstörungen wieder neu „auferstandene“ Stadt meint. Ein Bezug zu Anastasios liegt dieser Theorie nach nicht vor; vielmehr sei Ratiaria im Wesentlichen erst unter Justinian neu errichtet worden. Tatsächlich berichtet der oströmische Historiker Prokopios von Caesarea, dass Justinian die zerstörten Bauwerke Ratiarias habe restaurieren lassen – allerdings neigt Prokopios dazu, Justinian Baumaßnahmen zuzuschreiben, die in Wirklichkeit eher auf dessen Vorgänger zurückzuführen sind, sodass sich auch auf diesem Wege die Wiederherstellung der Infrastruktur von Ratiaria nicht genau datieren lässt.
Im Synekdemos des Hierokles, einer unter Justinian I. entstandenen Städteliste, erscheint Ratiaria jedenfalls erneut als Hauptstadt der Provinz Dacia Ripensis. Die nächste schriftliche Quelle, die Ratiaria erwähnt, ist das Geschichtswerk des Theophylaktos Simokates, in dem die erneute Einnahme der Stadt durch die Awaren während der Balkanfeldzüge des Maurikios erwähnt wird. Dieses Ereignis, das wohl in das Jahr 586 zu datieren ist, gilt häufig als Endpunkt der Geschichte Ratiarias. Archäologisch ist allerdings nicht eindeutig festzustellen, ob die awarische Eroberung einen Einschnitt bedeutete oder ob die Stadt noch einige Jahrzehnte weiterbestand. Im frühen 7. Jahrhundert ging die antike Stadt dann aber wohl spätestens unter, auch wenn sich zur Zeit des Ersten Bulgarischen Reiches (7.–11. Jahrhundert) eine kleinere Ansiedlung auf den Ruinen des römischen Ratiaria einrichtete.
Das Bistum von Ratiaria ist danach nicht mehr bezeugt, wurde aber in der Neuzeit als Titularerzbistum Ratiaria der römisch-katholischen Kirche wieder eingerichtet.

## Archäologie

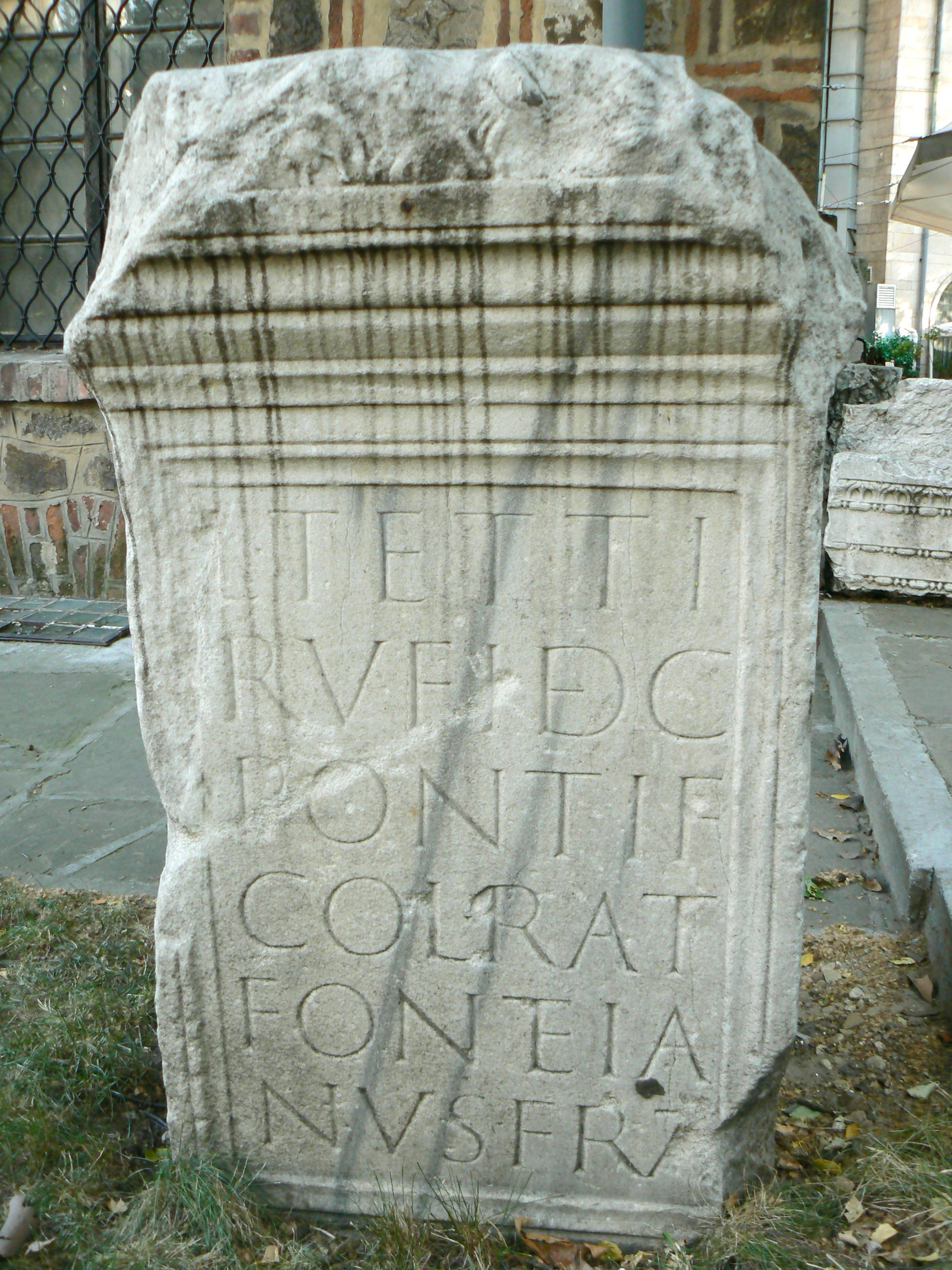
In Ratiaria gefundener Grabstein, jetzt im Lapidarium vor dem Nationalen Archäologischen Institut mit Museum in Sofia
Die lateinische Inschrift lautet: D(is) M(anibus) / L(uci) Tetti / Rufi dec(urionis) / pontif(icis) / col(oniae) Rat(iariae) / Fonteia/nus frat(er)
Übersetzung: „Den Totengeistern des Lucius Tettius Rufus, Decurio, Pontifex der Kolonie Ratiaria, sein Bruder Fonteianus“

Es wurden monumentale öffentliche Gebäude und Kulthäuser, die westliche Festungsmauer, das westliche Stadttor und in der Umgebung Reste von Villen entdeckt, weiterhin Teile von römischen und spätrömischen Nekropolen, viele Inschriften, Skulpturen und zwei Wasserleitungen. Der Hafen wurde von den Archäologen lokalisiert, jedoch bisher nur in seiner Lage markiert.
Von den Gräberfeldern rund um die Stadt zeugen vor allem eine große Zahl von Sarkophagen, die beim aktuellen Forschungs- und Grabungsstand die größte Sammlung in Bulgarien bilden.
Bei den Ausgrabungen in der Stadt wurden 50 goldene Schmuckstücke gefunden. 1986 wurde ein wertvoller Goldschatz aus 13 Damen-Schmuckstücken und Silberlöffeln gefunden.
In der Stadt blühte das Handwerk: Bronzegießerei, Töpfereien, Verarbeitung von Blei, Glas und Knochen. Die hohe Kultur spiegelt sich wider in den Skulpturen, künstlerisch ausgearbeiteten Grabplatten und Sarkophagen und den prächtigen mehrfarbigen Mosaiken, die bei den Ausgrabungen gefunden wurden. Obwohl die Quellen von einer thrakischen Periode der Stadt sprechen, konnten die Ausgrabungen keine Funde aus dieser Zeit erbringen.

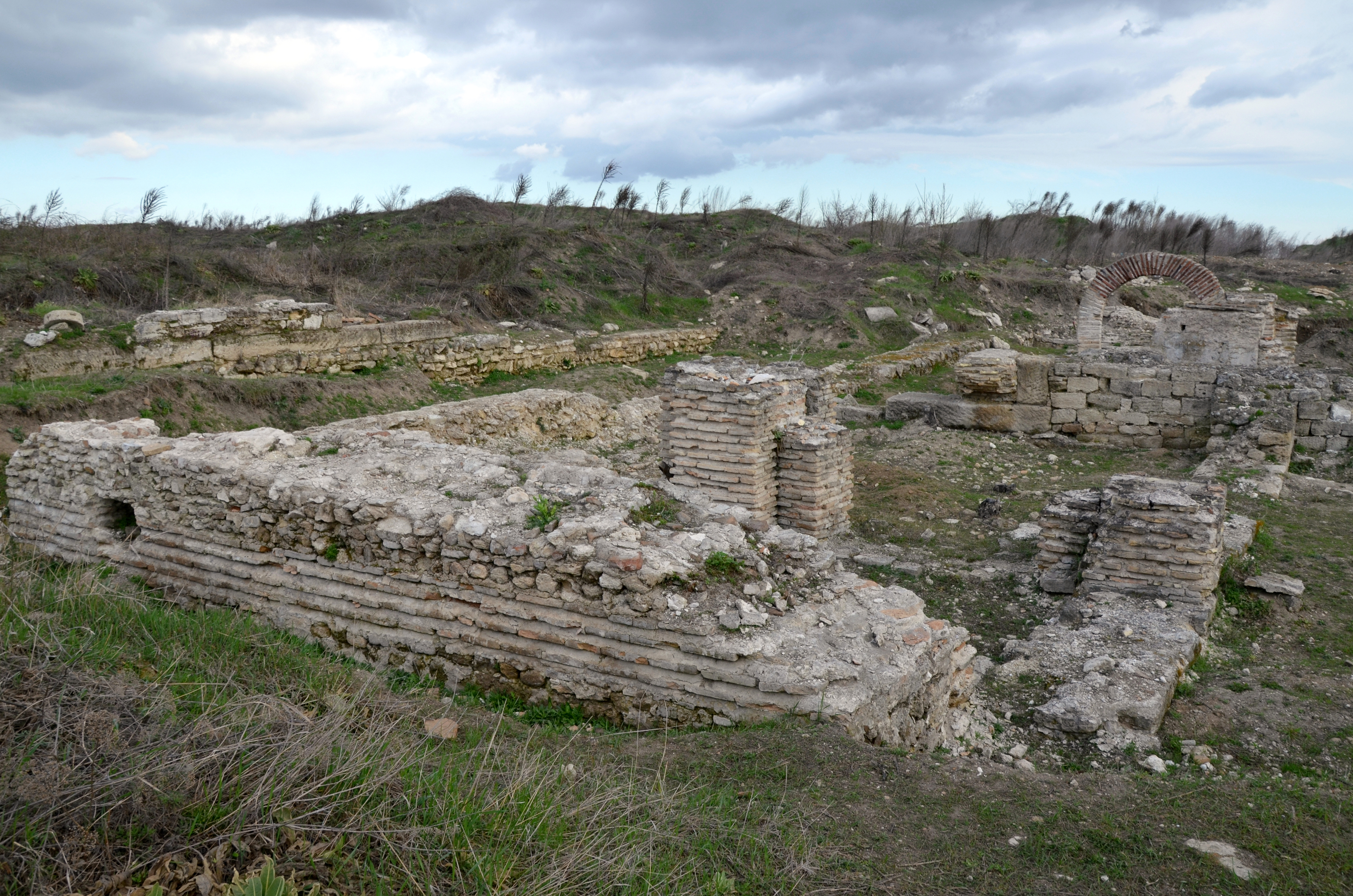
Baureste in Ratiaria
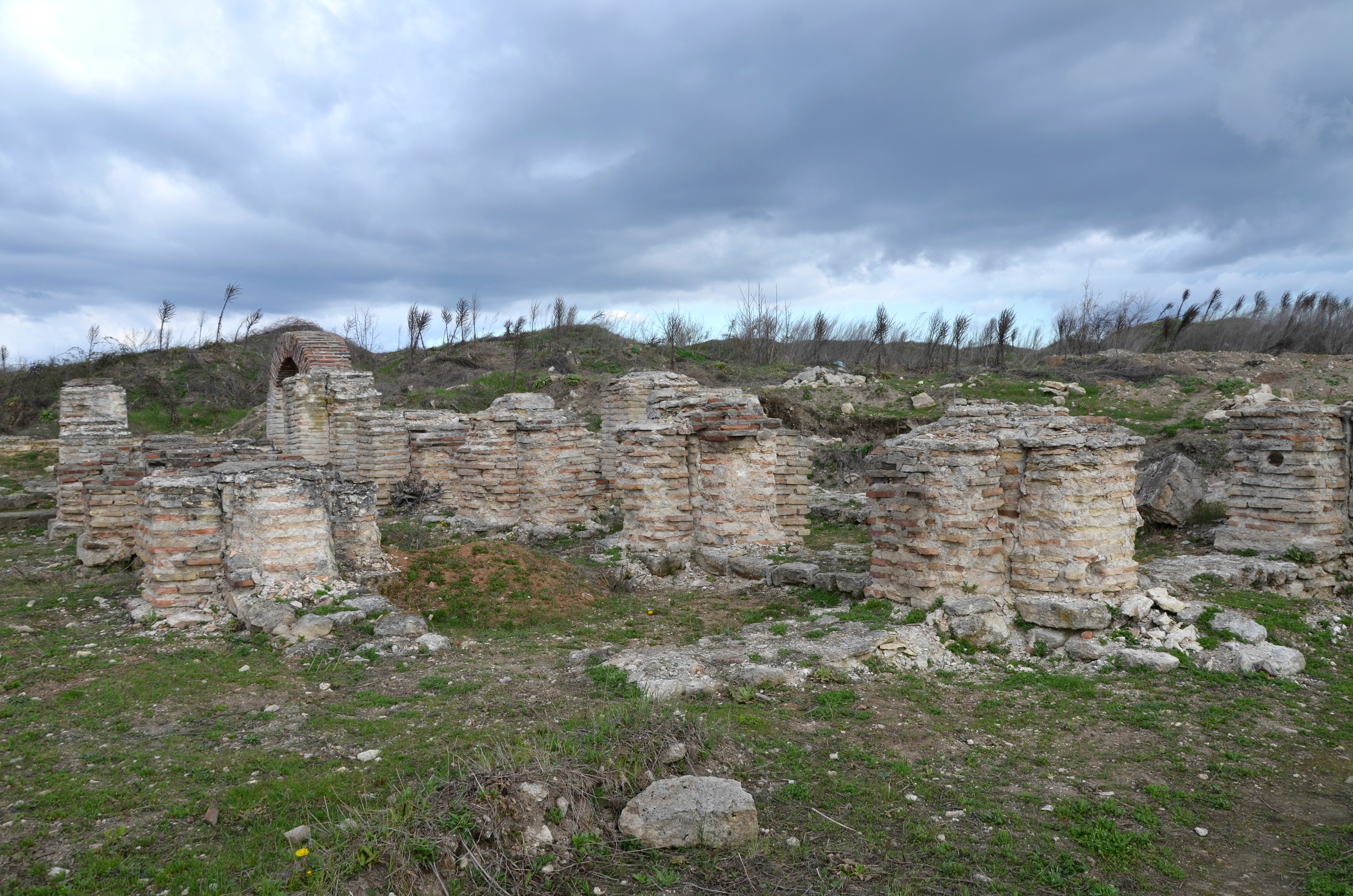
Baureste in Ratiaria
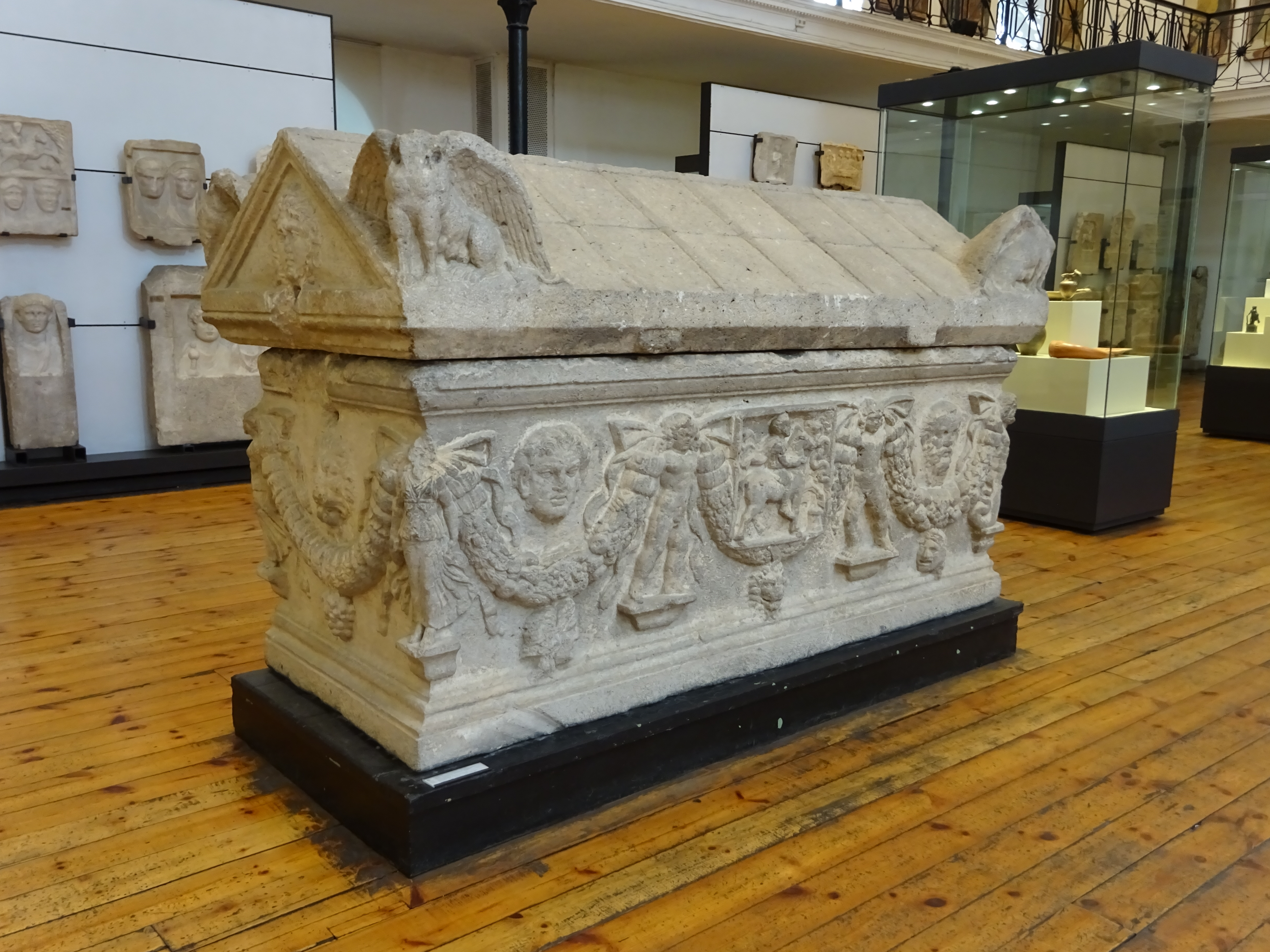
Sarkophag aus Ratiaria im Nationalen Archäologischen Museum in Sofia

## Forschungsgeschichte

### Ausgrabungen bis 1991

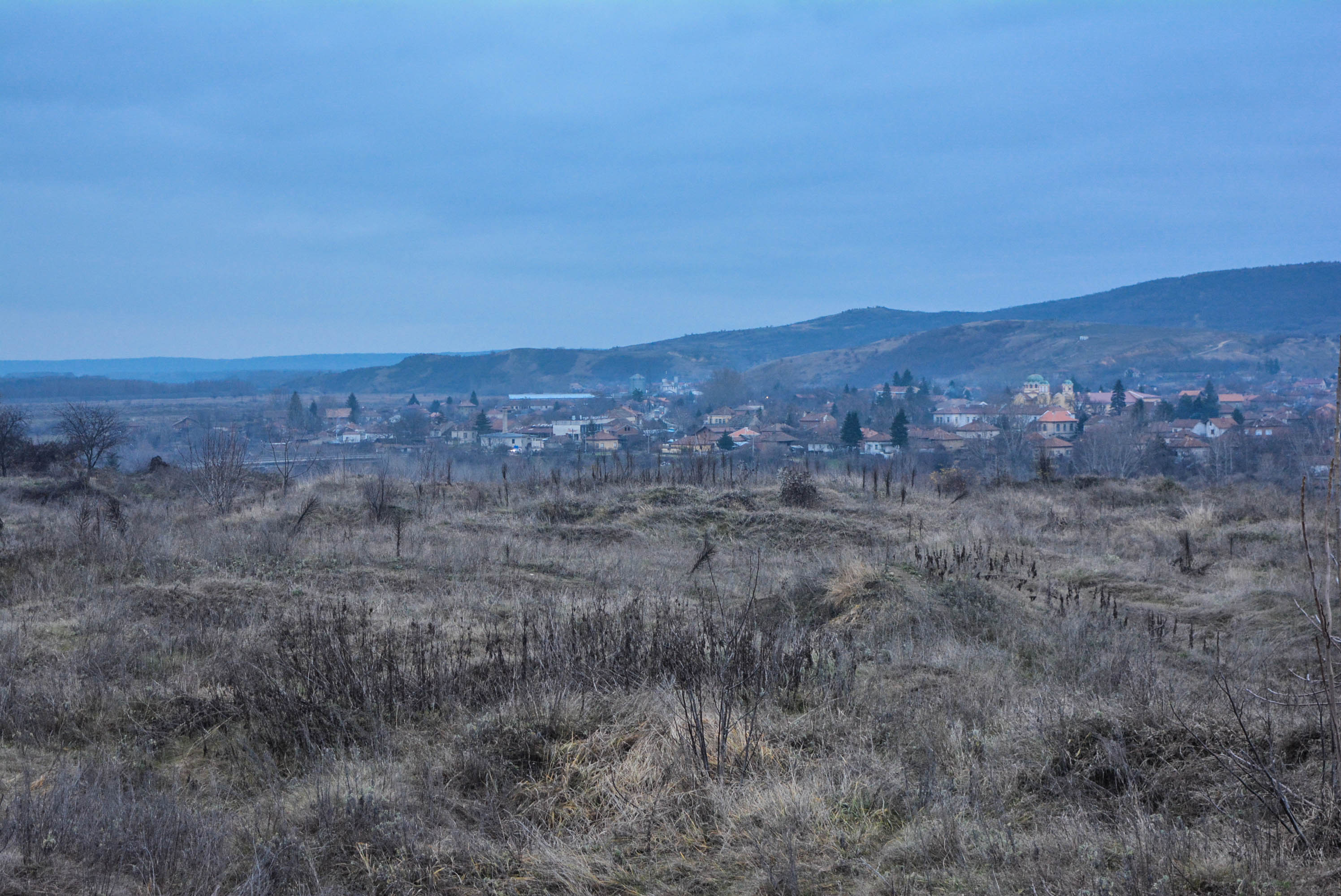
Lage von Ratiaria

Die Ruinen von Ratiaria blieben nach der Antike sichtbar und waren noch bei den ersten archäologischen Untersuchungen im 19. Jahrhundert teilweise oberirdisch erhalten. Die ersten Forschungen vor Ort stellte Felix Philipp Kanitz 1862 an. Václav Dobruský stellte bei der Untersuchung der Ruinen 1892 Informationen über die innere Anordnung der Stadt und der architektonischen Fragmente zusammen. 1944 wurde ein Grabdenkmal gefunden, das von Gaius Mamius Proculus und seiner Frau Cornelia Inventa zum Andenken an seinen Sohn Gaius den Jüngeren aufgestellt worden war.
Bei Ausgrabungen 1952 bis 1962 unter der Leitung von Welisar Welkow wurden zwei Nekropolen (Begräbnisstätten) entdeckt. 1955 wurde eine Marmorstatue ausgegraben – Der ruhende Herakles – ein wertvolles antikes Kunstwerk. Es handelt sich um eine römische Kopie aus dem 2. Jahrhundert n. Chr. einer Statue des griechischen Bildhauers Lysipp. Aufbewahrt wurde sie im Museum in Widin, wo sie Anfang 1992 bei einem Auftragsdiebstahl entwendet wurde. Zwischenzeitlich wurde die Statue in Deutschland sichergestellt und wieder zurückgegeben.
Seit 1957 wurden regelmäßig Grabungen durchgeführt, die nach einer Unterbrechung 1976 wieder aufgenommen wurden, wobei sich auch italienische Archäologen beteiligten. Wegen der fehlenden Finanzierung wurden 1991 die regelmäßigen archäologischen Untersuchungen eingestellt.

### Zerstörung durch illegale Grabungen

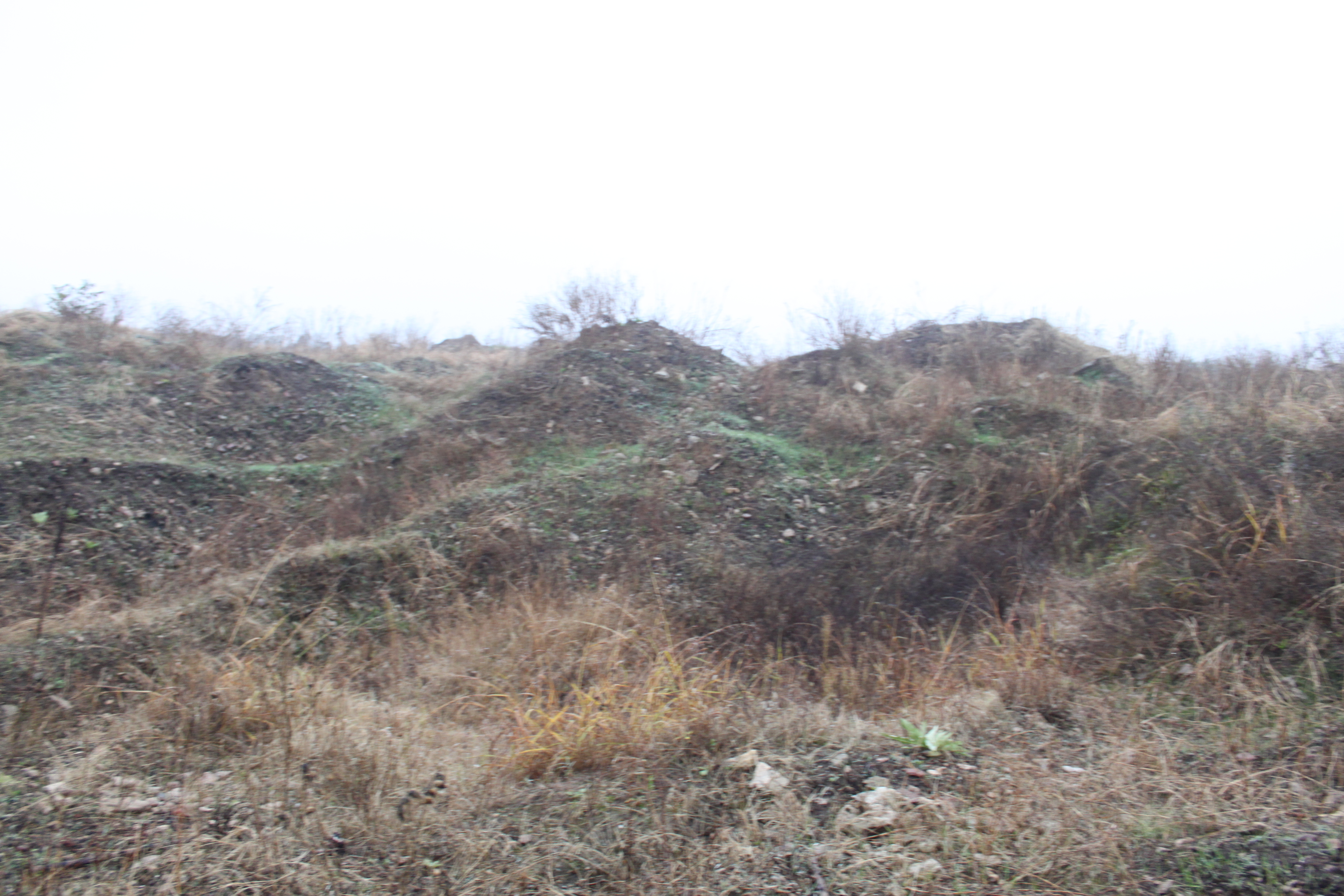
Die gesamte Fläche von Ratiaria wurde mit Baumaschinen metertief umgegraben und durchgesiebt (Stand 2010)

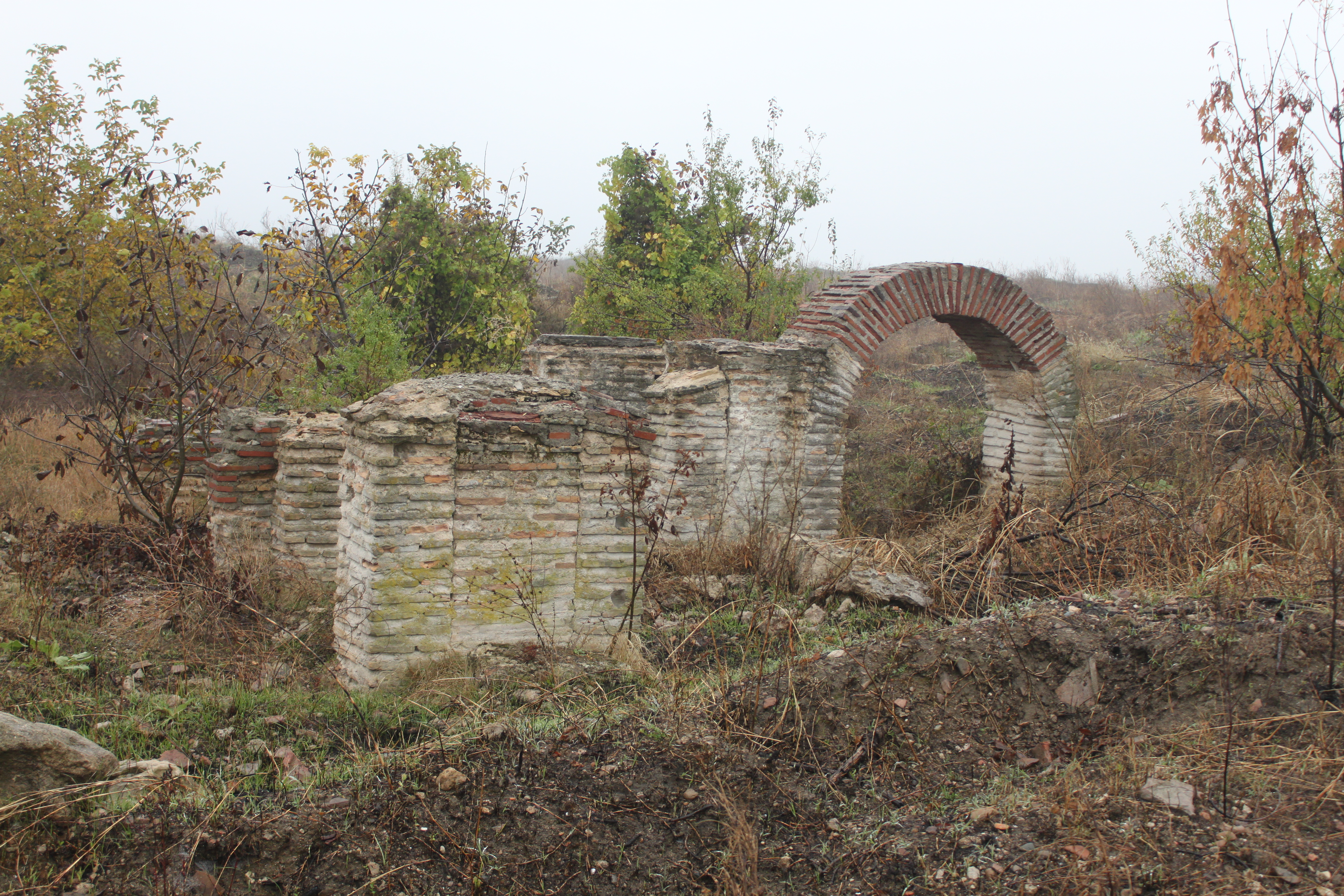
Das einzige größere Stück, das die „Schatzsucher“ oberirdisch übrig ließen (Stand 2010)

Nachdem der Staat 1992 die Finanzierung der Ausgrabungen eingestellt hatte, wurde die Ausgrabungsstätte durch Raubgrabungen von illegalen Schatzgräbern verwüstet, die im armen ländlichen Bulgarien als Tagelöhner angeheuert wurden und oft in Hundertschaften und mit Metalldetektoren arbeiteten. Sie suchten ausschließlich nach Gold und haben dabei den Boden metertief umgegraben und die „sterile Schicht“ zerstört. Während sich Archäologen sorgfältig vorarbeiten und ihre Arbeit dokumentieren, haben die Schatzsucher vorsätzlich das gesamte Erdreich (einschließlich Keramiken, den Steinen und Baumaterialien der Ruinen) kleingeschreddert, um keine Goldmünze zu übersehen.
Schon vor 200 Jahren war die Gegend um Ratiaria dafür bekannt, dass die Felder nach starken Regenfällen vor lauter freigelegten Goldmünzen blinken.
Anfangs gingen die Bewohner der umliegenden Dörfer mit Schaufeln vor. Bis zu 2.000 Personen haben gleichzeitig gegraben. Entsetzte Archäologen berichteten von Anblicken wie auf einer Großbaustelle. 1992 begannen nach dem Zusammenbruch des Kommunismus schwere wirtschaftliche Zeiten in Bulgarien. In den umliegenden Städten brach die Industrie zusammen. Die kollektivierte Landwirtschaft kam wegen der ungeklärten Besitzzustände zum Erliegen. Es begannen gesetzlose Zeiten mit mafiösen Zuständen. Noch kurz vor dem EU-Beitritt Bulgariens wurden die fehlenden und unvollkommenen Gerichtsstrukturen und die Erfolglosigkeit beim Kampf gegen die organisierte Kriminalität heftig kritisiert.
In diesen „wilden“ Zeiten wurde die Schatzsuche von kriminellen, gut organisierten Schatzsuchern fortgesetzt, teils auch mit schwerem Gerät. Alles wurde drei Meter tief umgegraben und zertrümmert. Die Polizei war bestochen oder machtlos und ließ die Festgenommenen meist nach 24 Stunden wieder frei. Zu Verurteilungen kam es fast nie, da die Richter dem Argument der Verteidigung folgten, dass das Grabungsgebiet keine klar festgelegten Grenzen hat. Ein privater Sicherheitsdienst versagte.
An den Gräbern wurden von den Schatzräubern Pyramiden mit Totenschädeln aus den Gräbern errichtet. Archäologen sprechen von einer Katastrophe für diesen Ausgrabungsort, da weite Teile restlos zerstört sind und jetzt einer Mondlandschaft ähnelt – die Fundamente der Stadt, zwei Festungsmauern und das Haupttor. Die Erde wurde zu Halden aufgeschüttet, die mit Unkraut zugewachsen sind. Durch die „Arbeit“ der Schatzräuber stellt sich heraus, dass die Stadt mindestens fünfmal so groß war wie ursprünglich angenommen – jedoch sind die meisten weiteren Informationen dazu durch die Schatzsuche unwiederbringlich zerstört.
Eigentlich ist nach dem bulgarischen Gesetzen der Zugang zu der archäologischen Grabungsstätte verboten. Die Bauern und Landbesitzer der Umgebung durften ohne die Anwesenheit eines Archäologen nicht tiefer als 30 Zentimeter graben. Selbst beim Graben eines Loches, um einen Baum einzupflanzen, musste ein Archäologe anwesend sein.
Die Plünderungen durch Schatzgräber und die organisierte Kriminalität erreichten ihren Höhepunkt in den Jahren von 2001 bis 2005. In der Folgezeit gelang es der Polizei, einzuschreiten und die Zerstörungen der Stätte einzudämmen.

### Neuaufnahme der Grabungen seit 2013
Nach internationalen Protesten gegen die Zerstörung der archäologischen Stätte ordnete das bulgarische Kulturministerium 2010 die Durchsetzung des Denkmalschutzes vor Ort und die Wiederaufnahme archäologischer Ausgrabungen in Ratiaria an. Die finanziellen Mittel für die Fortsetzung der Forschungsarbeiten stellte die Gemeinde Dimowo und die Bulgarian Archaeological Association. Die Forschungsgruppe wurde durch das Nationale Archäologische Institut mit Museum der Bulgarischen Akademie der Wissenschaften zusammengestellt und wird von Zdravko Dimitrov geleitet. Wichtigster Kooperationspartner ist dabei das Historische Museum von Widin. Nach Stand 2023 dauern die archäologischen Forschungsarbeiten an.